# Aldair da Costa Sousa
Aldair da Costa Sousa, mais conhecido como Gipão (Carmolândia, 6 de setembro de 1972), é deputado estadual, filiado ao Partido Liberal (PL), eleito pelo estado do Tocantins.